# La Grimaudière
La Grimaudière és un municipi francès situat al departament de la Viena i a la regió de la Nova Aquitània. L'any 2007 tenia 392 habitants.

## Demografia

### Població
El 2007 la població de fet de La Grimaudière era de 392 persones. Hi havia 184 famílies de les quals 60 eren unipersonals (32 homes vivint sols i 28 dones vivint soles), 64 parelles sense fills, 40 parelles amb fills i 20 famílies monoparentals amb fills.
La població ha evolucionat segons el següent gràfic:
Habitants censats

### Habitatges
El 2007 hi havia 238 habitatges, 182 eren l'habitatge principal de la família, 33 eren segones residències i 23 estaven desocupats. 235 eren cases i 2 eren apartaments. Dels 182 habitatges principals, 149 estaven ocupats pels seus propietaris, 27 estaven llogats i ocupats pels llogaters i 6 estaven cedits a títol gratuït; 11 tenien dues cambres, 36 en tenien tres, 40 en tenien quatre i 95 en tenien cinc o més. 150 habitatges disposaven pel capbaix d'una plaça de pàrquing. A 96 habitatges hi havia un automòbil i a 71 n'hi havia dos o més.

### Piràmide de població
La piràmide de població per edats i sexe el 2009 era:
| Homes | Edats   | Dones |
| ----- | ------- | ----- |
| 0     | 95 o +  | 0     |
| 0     | 90 a 94 | 4     |
| 4     | 85 a 89 | 8     |
| 8     | 80 a 84 | 0     |
| 16    | 75 a 79 | 16    |
| 20    | 70 a 74 | 24    |
| 8     | 65 a 69 | 24    |
| 12    | 60 a 64 | 16    |
| 8     | 55 a 59 | 0     |
| 20    | 50 a 54 | 8     |
| 12    | 45 a 49 | 12    |
| 16    | 40 a 44 | 20    |
| 12    | 35 a 39 | 4     |
| 12    | 30 a 34 | 20    |
| 12    | 25 a 29 | 4     |
| 8     | 20 a 24 | 0     |
| 20    | 15 a 19 | 12    |
| 12    | 10 a 14 | 8     |
| 8     | 5 a 9   | 4     |
| 0     | 0 a 4   | 8     |

## Economia
El 2007 la població en edat de treballar era de 235 persones, 177 eren actives i 58 eren inactives. De les 177 persones actives 162 estaven ocupades (85 homes i 77 dones) i 15 estaven aturades (4 homes i 11 dones). De les 58 persones inactives 26 estaven jubilades, 19 estaven estudiant i 13 estaven classificades com a «altres inactius».

### Ingressos
El 2009 a La Grimaudière hi havia 183 unitats fiscals que integraven 387 persones, la mediana anual d'ingressos fiscals per persona era de 16.912 €.

### Activitats econòmiques
Dels 15 establiments que hi havia el 2007, 1 era d'una empresa alimentària, 1 d'una empresa de construcció, 5 d'empreses de comerç i reparació d'automòbils, 1 d'una empresa d'hostatgeria i restauració, 1 d'una empresa immobiliària, 5 d'empreses de serveis i 1 d'una entitat de l'administració pública.
L'únic servei als particulars que hi havia el 2009 era un taller de reparació d'automòbils i de material agrícola.
L'any 2000 a La Grimaudière hi havia 31 explotacions agrícoles que ocupaven un total de 1.880 hectàrees.

## Equipaments sanitaris i escolars
El 2009 hi havia una escola maternal integrada dins d'un grup escolar amb les comunes properes formant una escola dispersa.

## Poblacions més properes
El següent diagrama mostra les poblacions més properes.